# Список птахів Республіки Корея
Це перелік видів птахів, зафіксованих на території Республіки Корея. Авіфауна Південної Кореї налічує загалом 583 види, з яких 2 були інтродуковані людьми. 1 вид був знищений на території країни, ще 42 види перебувають під загрозою глобального вимирання.

## Позначки
Наступні теги використані для виділення деяких категорій птахів.
- (А) Випадковий — вид, який рідко або випадково трапляється в Південній Кореї
- (I) Інтродукований — вид, завезений до Південної Кореї як наслідок, прямих чи непрямих людських дій
- (Ex) Локально вимерлий — вид, який більше не трапляється в Південній Кореї, хоча його популяції існують в інших місцях

## Гусеподібні(Anseriformes)
Родина: Качкові (Anatidae)
- Гуска гірська, Anser indicus (A)
- Білошиєць, Anser canagicus (A)
- Гуска біла, Anser caerulescens (A)
- Гуска сіра, Anser anser (A)
- Гуска китайська, Anser cygnoides
- Гуска білолоба, Anser albifrons
- Гуска мала, Anser erythropus (A)
- Гуменник великий, Anser fabalis
- Anser serrirostris
- Казарка чорна, Branta bernicla
- Казарка білощока, Branta leucopsis (A)
- Казарка мала, Branta hutchinsii (A)
- Казарка червоновола, Branta ruficollis (A)
- Лебідь-шипун, Cygnus olor (A)
- Лебідь чорнодзьобий, Cygnus columbianus
- Лебідь-кликун, Cygnus cygnus
- Огар рудий, Tadorna ferruginea
- Галагаз звичайний, Tadorna tadorna
- Галагаз чубатий, Tadorna cristata (A)
- Чирянка-крихітка індійська, Nettapus coromandelianus (A)
- Мандаринка, Aix galericulata
- Чирянка-квоктун, Sibirionetta formosa
- Чирянка велика, Spatula querquedula
- Широконіска північна, Spatula clypeata
- Нерозень, Mareca strepera
- Качка далекосхідна, Mareca falcata
- Свищ євразійський, Mareca penelope
- Свищ американський, Mareca americana (A)
- Крижень китайський, Anas zonorhyncha
- Крижень звичайний, Anas platyrhynchos
- Шилохвіст північний, Anas acuta
- Чирянка мала, Anas crecca
- Чернь червонодзьоба, Netta rufina (A)
- Попелюх довгодзьобий, Aythya valisineria (A)
- Попелюх американський, Aythya americana (A)
- Попелюх звичайний, Aythya ferina
- Чернь канадська, Aythya collaris (A)
- Чернь білоока, Aythya nyroca (A)
- Чернь зеленоголова, Aythya baeri (A)
- Чернь чубата, Aythya fuligula
- Чернь морська, Aythya marila
- Чернь американська, Aythya affinis (A)
- Пухівка горбатодзьоба, Somateria spectabilis (A)
- Каменярка, Histrionicus histrionicus
- Турпан білокрилий, Melanitta fusca (A)
- Турпан азійський, Melanitta stejnegeri
- Синьга американська, Melanitta americana
- Морянка, Clangula hyemalis (A)
- Гоголь малий, Bucephala albeola (A)
- Гоголь зеленоголовий, Bucephala clangula
- Гоголь ісландський, Bucephala islandica (A)
- Крех малий, Mergellus albellus
- Крех великий, Mergus merganser
- Крех середній, Mergus serrator
- Крех китайський, Mergus squamatus (A)

## Куроподібні(Galliformes)
Родина: Фазанові (Phasianidae)
- Перепілка японська, Coturnix japonica
- Фазан звичайний, Phasianus colchicus
- Орябок лісовий, Tetrastes bonasia

## Пірникозоподібні(Podicipediformes)
Родина: Пірникозові (Podicipedidae)
- Пірникоза мала, Tachybaptus ruficollis
- Пірникоза червоношия, Podiceps auritus
- Пірникоза сірощока, Podiceps grisegena
- Пірникоза велика, Podiceps cristatus
- Пірникоза чорношия, Podiceps nigricollis

## Голубоподібні(Columbiformes)
Родина: Голубові (Columbidae)
- Голуб сизий, Columba livia (I)
- Голуб скельний, Columba rupestris (I)
- Голуб-синяк, Columba oenas (A)
- Columba janthina
- Горлиця велика, Streptopelia orientalis
- Горлиця садова, Streptopelia decaocto (A)
- Streptopelia tranquebarica (A)
- Горлиця китайська, Spilopelia chinensis (A)
- Вінаго японський, Treron sieboldii (A)

## Рябкоподібні(Pterocliformes)
Родина: Рябкові (Pteroclidae)
- Саджа звичайна, Syrrhaptes paradoxus (A)

## Дрохвоподібні(Otidiformes)
Родина: Дрохвові (Otididae)
- Дрохва євразійська, Otis tarda (A)

## Зозулеподібні(Cuculiformes)
Родина: Зозулеві (Cuculidae)
- Коукал рудокрилий, Centropus sinensis (A)
- Коукал малий, Centropus bengalensis (A)
- Зозуля каштановокрила, Clamator coromandus (A)
- Eudynamys scolopaceus (A)
- Зозуля-дронго азійська, Surniculus lugubris (A)
- Зозуля велика, Hierococcyx sparverioides (A)
- Зозуля рудовола, Hierococcyx hyperythrus
- Зозуля мала, Cuculus poliocephalus
- Зозуля короткокрила, Cuculus micropterus
- Зозуля глуха, Cuculus saturatus (A)
- Зозуля звичайна, Cuculus canorus
- Зозуля сибірська, Cuculus optatus

## Дрімлюгоподібні(Caprimulgiformes)
Родина: Дрімлюгові (Caprimulgidae)
- Дрімлюга маньчжурський, Caprimulgus jotaka

## Серпокрильцеподібні(Apodiformes)
Родина: Серпокрильцеві (Apodidae)
- Колючохвіст білогорлий, Hirundapus caudacutus
- Салангана гімалайська, Aerodramus brevirostris (A)
- Серпокрилець білочеревий, Apus melba (A)
- Серпокрилець чорний, Apus apus (A)
- Серпокрилець сибірський, Apus pacificus
- Серпокрилець непальський, Apus nipalensis (A)

## Журавлеподібні(Gruiformes)
Родина: Пастушкові (Rallidae)
- Пастушок водяний, Rallus aquaticus (A)
- Пастушок східний, Rallus indicus
- Курочка водяна, Gallinula chloropus
- Лиска звичайна, Fulica atra
- Курочка рогата, Gallicrex cinerea
- Багновик білогрудий, Amaurornis phoenicurus (A)
- Погонич індійський, Zapornia fusca (A)
- Погонич далекосхідний, Zapornia paykullii (A)
- Погонич-крихітка, Zapornia pusilla (A)
- Погонич-пігмей уссурійський, Coturnicops exquisitus (A)

Родина: Журавлеві (Gruidae)
- Журавель степовий, Anthropoides virgo (A)
- Журавель білий, Leucogeranus leucogeranus (A)
- Журавель канадський, Antigone canadensis (A)
- Журавель даурський, Antigone vipio
- Журавель сірий, Grus grus (A)
- Журавель чорний, Grus monacha
- Журавель японський, Grus japonensis

## Сивкоподібні(Charadriiformes)
Родина: Чоботарові (Recurvirostridae)
- Кулик-довгоніг чорнокрилий, Himantopus himantopus
- Чоботар синьоногий, Recurvirostra avosetta (A)

Родина: Куликосорокові (Haematopodidae)
- Кулик-сорока євразійський, Haematopus ostralegus

Родина: Сивкові (Charadriidae)
- Сивка морська, Pluvialis squatarola
- Сивка американська, Pluvialis dominica (A)
- Сивка бурокрила, Pluvialis fulva
- Чайка чубата, Vanellus vanellus
- Чайка сіра, Vanellus cinereus (A)
- Пісочник монгольський, Charadrius mongolus
- Пісочник товстодзьобий, Charadrius leschenaultii
- Пісочник морський, Charadrius alexandrinus
- Charadrius dealbatus
- Пісочник великий, Charadrius hiaticula (A)
- Пісочник усурійський, Charadrius placidus
- Пісочник малий, Charadrius dubius
- Пісочник довгоногий, Charadrius veredus (A)
- Хрустан євразійський, Charadrius morinellus (A)

Родина: Мальованцеві (Rostratulidae)
- Мальованець афро-азійський, Rostratula benghalensis (A)

Родина: Яканові (Jacanidae)
- Якана довгохвоста, Hydrophasianus chirurgus (A)

Родина: Баранцеві (Scolopacidae)
- Кульон середній, Numenius phaeopus
- Кульон-крихітка, Numenius minutus (A)
- Кульон східний, Numenius madagascariensis
- Кульон великий, Numenius arquata
- Грицик малий, Limosa lapponica
- Грицик великий, Limosa limosa
- Грицик канадський, Limosa haemastica (A)
- Крем'яшник звичайний, Arenaria interpres
- Побережник великий, Calidris tenuirostris
- Побережник ісландський, Calidris canutus
- Брижач, Calidris pugnax
- Побережник болотяний, Calidris falcinellus
- Побережник гострохвостий, Calidris acuminata
- Побережник червоногрудий, Calidris ferruginea
- Побережник білохвостий, Calidris temminckii
- Побережник довгопалий, Calidris subminuta (A)
- Лопатень, Calidris pygmeus
- Побережник рудоголовий, Calidris ruficollis
- Побережник білий, Calidris alba
- Побережник чорногрудий, Calidris alpina
- Побережник малий, Calidris minuta (A)
- Жовтоволик, Calidris subruficollis (A)
- Побережник арктичний, Calidris melanotos (A)
- Побережник аляскинський, Calidris mauri (A)
- Неголь азійський, Limnodromus semipalmatus (A)
- Неголь довгодзьобий, Limnodromus scolopaceus (A)
- Баранець малий, Lymnocryptes minimus (A)
- Слуква лісова, Scolopax rusticola (A)
- Баранець-самітник, Gallinago solitaria
- Баранець японський, Gallinago hardwickii (A)
- Баранець звичайний, Gallinago gallinago
- Баранець азійський, Gallinago stenura
- Баранець лісовий, Gallinago megala
- Мородунка, Xenus cinereus
- Плавунець довгодзьобий, Phalaropus tricolor (A)
- Плавунець круглодзьобий, Phalaropus lobatus (A)
- Плавунець плоскодзьобий, Phalaropus fulicarius (A)
- Набережник палеарктичний, Actitis hypoleucos
- Коловодник лісовий, Tringa ochropus
- Коловодник попелястий, Tringa brevipes
- Коловодник чорний, Tringa erythropus
- Коловодник строкатий, Tringa melanoleuca (A)
- Коловодник великий, Tringa nebularia
- Коловодник охотський, Tringa guttifer
- Коловодник ставковий, Tringa stagnatilis
- Коловодник болотяний, Tringa glareola
- Коловодник звичайний, Tringa totanus

Родина: Триперсткові (Turnicidae)
- Триперстка жовтонога, Turnix tanki

Родина: Дерихвостові (Glareolidae)
- Дерихвіст забайкальський, Glareola maldivarum (A)

Родина: Поморникові (Stercorariidae)
- Поморник антарктичний, Stercorarius maccormicki (A)
- Поморник середній, Stercorarius pomarinus (A)
- Поморник короткохвостий, Stercorarius parasiticus
- Поморник довгохвостий, Stercorarius longicaudus (A)

Родина: Алькові (Alcidae)
- Люрик, Alle alle (A)
- Кайра тонкодзьоба, Uria aalge (A)
- Кайра товстодзьоба, Uria lomvia (A)
- Чистун тихоокеанський, Cepphus columba (A)
- Чистун охотський, Cepphus carbo (A)
- Пижик охотський, Brachyramphus perdix
- Моржик чорногорлий, Synthliboramphus antiquus
- Моржик чубатий, Synthliboramphus wumizusume (A)
- Конюга мала, Aethia pygmaea (A)
- Конюга-крихітка, Aethia pusilla (A)
- Дзьоборіг, Cerorhinca monocerata

Родина: Мартинові (Laridae)
- Мартин трипалий, Rissa tridactyla
- Мартин білий, Pagophila eburnea (A)
- Мартин вилохвостий, Xema sabini (A)
- Мартин китайський, Saundersilarus saundersi
- Мартин тонкодзьобий, Chroicocephalus genei (A)
- Мартин звичайний, Chroicocephalus ridibundus
- Мартин реліктовий, Ichthyaetus relictus (A)
- Мартин каспійський, Ichthyaetus ichthyaetus (A)
- Мартин чорнохвостий, Larus crassirostris
- Мартин сизий, Larus canus
- Мартин делаверський, Larus delawarensis (A)
- Мартин західний, Larus occidentalis (A)
- Мартин сріблястий, Larus argentatus
- Мартин жовтоногий, Larus cachinnans (A)
- Мартин гренландський, Larus glaucoides (A)
- Мартин чорнокрилий, Larus fuscus
- Мартин охотський, Larus schistisagus
- Мартин берингійський, Larus glaucescens (A)
- Мартин полярний, Larus hyperboreus
- Крячок строкатий, Onychoprion fuscatus (A)
- Крячок бурокрилий, Onychoprion anaethetus (A)
- Крячок камчатський, Onychoprion aleuticus (A)
- Крячок малий, Sternula albifrons
- Крячок чорнодзьобий, Gelochelidon nilotica (A)
- Крячок каспійський, Hydroprogne caspia (A)
- Крячок чорний, Chlidonias niger (A)
- Крячок білокрилий, Chlidonias leucopterus (A)
- Крячок білощокий, Chlidonias hybrida
- Крячок рожевий, Sterna dougallii (A)
- Крячок річковий, Sterna hirundo
- Крячок жовтодзьобий, Thalasseus bergii (A)
- Крячок китайський, Thalasseus bernsteini (A)

## Гагароподібні(Gaviiformes)
Родина: Гагарові (Gaviidae)
- Гагара червоношия, Gavia stellata
- Гагара чорношия, Gavia arctica
- Гагара білошия, Gavia pacifica
- Гагара білодзьоба, Gavia adamsii (A)

## Буревісникоподібні(Procellariiformes)
Родина: Альбатросові (Diomedeidae)
- Альбатрос жовтоголовий, Phoebastria albatrus (A)

Родина: Качуркові (Hydrobatidae)
- Качурка вилохвоста, Hydrobates monorhis
- Качурка мадерійська, Hydrobates castro (A)

Родина: Буревісникові (Procellariidae)
- Тайфунник бонінський, Pterodroma hypoleuca (A)
- Бульверія тонкодзьоба, Bulweria bulwerii (A)
- Буревісник тихоокеанський, Calonectris leucomelas
- Буревісник світлоногий, Ardenna carneipes (A)
- Буревісник сивий, Ardenna grisea (A)
- Буревісник тонкодзьобий, Ardenna tenuirostris (A)

## Лелекоподібні(Ciconiiformes)
Родина: Лелекові (Ciconiidae)
- Лелека чорний, Ciconia nigra (A)
- Лелека далекосхідний, Ciconia boyciana[1]

## Сулоподібні(Suliformes)
Родина: Фрегатові (Fregatidae)
- Фрегат-арієль, Fregata ariel (A)
- Фрегат тихоокеанський, Fregata minor (A)

Родина: Сулові (Sulidae)
- Сула жовтодзьоба, Sula dactylatra (A)
- Сула білочерева, Sula leucogaster (A)
- Сула червононога, Sula sula (A)

Родина: Бакланові (Phalacrocoracidae)
- Баклан берингійський, Urile pelagicus
- Баклан великий, Phalacrocorax carbo
- Баклан японський, Phalacrocorax capillatus

## Пеліканоподібні(Pelecaniformes)
Родина: Пеліканові (Pelecanidae)
- Пелікан рожевий, Pelecanus onocrotalus (A)
- Пелікан кучерявий, Pelecanus crispus (A)

Родина: Чаплеві (Ardeidae)
- Бугай водяний, Botaurus stellaris
- Бугайчик китайський, Ixobrychus sinensis
- Бугайчик амурський, Ixobrychus eurhythmus (A)
- Бугайчик рудий, Ixobrychus cinnamomeus (A)
- Бугайчик чорний, Ixobrychus flavicollis (A)
- Чапля сіра, Ardea cinerea
- Чапля руда, Ardea purpurea (A)
- Чепура велика, Ardea alba
- Чепура середня, Ardea intermedia
- Чепура жовтодзьоба, Egretta eulophotes
- Чепура мала, Egretta garzetta
- Чепура тихоокеанська, Egretta sacra
- Чапля єгипетська, Bubulcus ibis
- Чапля китайська, Ardeola bacchus
- Чапля мангрова, Butorides striata
- Квак звичайний, Nycticorax nycticorax
- Квак японський, Gorsachius goisagi (A)
- Квак малайський, Gorsachius melanolophus (A)

Родина: Ібісові (Threskiornithidae)
- Ібіс сивоперий, Threskiornis melanocephalus (A)
- Ібіс червононогий, Nipponia nippon (A)(реінтродукований)[2][3]
- Косар білий, Platalea leucorodia
- Косар малий, Platalea minor

## Яструбоподібні(Accipitriformes)
Родина: Скопові (Pandionidae)
- Скопа, Pandion haliaetus

Родина: Яструбові (Accipitridae)
- Шуліка чорноплечий, Elanus caeruleus (A)
- Ягнятник, Gypaetus barbatus (A)
- Осоїд чубатий, Pernis ptilorhynchus
- Шуляк чорний, Aviceda leuphotes (A)
- Гриф чорний, Aegypius monachus
- Кумай, Gyps himalayensis (A)
- Змієїд чубатий, Spilornis cheela (A)
- Орел-чубань гірський, Nisaetus nipalensis (A)
- Підорлик великий, Clanga clanga (A)
- Орел-карлик, Hieraaetus pennatus (A)
- Орел степовий, Aquila nipalensis (A)
- Могильник східний, Aquila heliaca (A)
- Беркут, Aquila chrysaetos
- Орел-карлик яструбиний, Aquila fasciata (A)
- Канюк яструбиний, Butastur indicus
- Circus spilonotus (A)
- Лунь польовий, Circus cyaneus
- Circus melanoleucos (A)
- Яструб китайський, Accipiter soloensis
- Яструб японський, Accipiter gularis
- Яструб малий, Accipiter nisus
- Яструб великий, Accipiter gentilis
- Шуліка чорний, Milvus migrans
- Орлан-білохвіст, Haliaeetus albicilla
- Орлан білоплечий, Haliaeetus pelagicus
- Зимняк, Buteo lagopus
- Buteo japonicus
- Канюк монгольський, Buteo hemilasius

## Совоподібні(Strigiformes)
Родина: Сипухові (Tytonidae)
- Сипуха східна, Tyto longimembris (A)

Родина: Совові (Strigidae)
- Сплюшка японська, Otus semitorques (A)
- Сплюшка східноазійська, Otus sunia
- Пугач палеарктичний, Bubo bubo
- Сова біла, Bubo scandiacus (A)
- Сич хатній, Athene noctua (A)
- Сова гімалайська, Strix nivicolum
- Сова довгохвоста, Strix uralensis (A)
- Сова вухата, Asio otus (A)
- Сова болотяна, Asio flammeus (A)
- Сова-голконіг японська, Ninox japonica

## Bucerotiformes
Родина: Одудові (Upupidae)
- Одуд, Upupa epops

## Сиворакшоподібні(Coraciiformes)
Родина: Рибалочкові (Alcedinidae)
- Рибалочка блакитний, Alcedo atthis
- Альціон вогнистий, Halcyon coromanda
- Альціон чорноголовий, Halcyon pileata
- Рибалочка-чубань азійський, Megaceryle lugubris (A)

Родина: Сиворакшові (Coraciidae)
- Широкорот східний, Eurystomus orientalis

## Дятлоподібні(Piciformes)
Родина: Дятлові (Picidae)
- Крутиголовка звичайна, Jynx torquilla
- Дятел сіролобий, Yungipicus canicapillus (A)
- Дятел бурощокий Yungipicus kizuki
- Dendrocopos hyperythrus (A)
- Дятел білоспинний, Dendrocopos leucotos
- Дятел звичайний, Dendrocopos major
- Дятел малий, Dryobates minor (A)
- Жовна сива, Picus canus
- Dryocopus javensis (A)
- Жовна чорна, Dryocopus martius

## Соколоподібні(Falconiformes)
Родина: Соколові (Falconidae)
- Боривітер степовий, Falco naumanni (A)
- Боривітер звичайний, Falco tinnunculus
- Кібчик амурський, Falco amurensis
- Підсоколик малий, Falco columbarius
- Підсоколик великий, Falco subbuteo
- Балабан, Falco cherrug (A)
- Кречет, Falco rusticolus (A)
- Сапсан, Falco peregrinus

## Горобцеподібні(Passeriformes)
Родина: Пітові (Pittidae)
- Піта синьокрила, Pitta moluccensis (A)
- Піта китайська, Pitta nympha

Родина: Личинкоїдові (Campephagidae)
- Личинкоїд острівний, Pericrocotus tegimae (A)
- Личинкоїд сірий, Pericrocotus divaricatus
- Шикачик чорнокрилий, Lalage melaschistos (A)

Родина: Вивільгові (Oriolidae)
- Вивільга чорноголова, Oriolus chinensis

Родина: Ланграйнові (Artamidae)
- Ланграйн пальмовий, Artamus fuscus (A)
- Ланграйн білогрудий, Artamus leucorynchus (A)

Родина: Дронгові (Dicruridae)
- Дронго чорний, Dicrurus macrocercus
- Дронго сірий, Dicrurus leucophaeus (A)
- Дронго лірохвостий, Dicrurus hottentottus (A)

Родина: Монархові (Monarchidae)
- Монарх-довгохвіст чорний, Terpsiphone atrocaudata
- Монарх-довгохвіст амурський, Terpsiphone incei (A)

Родина: Сорокопудові (Laniidae)
- Сорокопуд тигровий, Lanius tigrinus
- Сорокопуд японський, Lanius bucephalus
- Сорокопуд терновий, Lanius collurio (A)
- Сорокопуд сибірський, Lanius cristatus
- Сорокопуд довгохвостий, Lanius schach (A)
- Сорокопуд тибетський, Lanius tephronotus (A)
- Сорокопуд північний, Lanius borealis (A)
- Сорокопуд сірий, Lanius excubitor (A)
- Сорокопуд клинохвостий, Lanius sphenocercus (A)

Родина: Воронові (Corvidae)
- Сойка звичайна, Garrulus glandarius
- Сорока блакитна, Cyanopica cyana
- Сорока усурійська, Pica serica
- Сорока звичайна, Pica pica
- Горіхівка крапчаста, Nucifraga caryocatactes
- Клушиця, Pyrrhocorax pyrrhocorax (A)
- Галка даурська, Corvus dauuricus
- Ворона індійська, Corvus splendens (A)
- Грак, Corvus frugilegus
- Ворона чорна, Corvus corone
- Ворона великодзьоба, Corvus macrorhynchos

Родина: Stenostiridae
- Канарниця сіроголова, Culicicapa ceylonensis (A)

Родина: Синицеві (Paridae)
- Синиця чорна, Periparus ater
- Синиця жовточерева, Pardaliparus venustulus (A)
- Гаїчка японська, Sittiparus varius
- Гаїчка болотяна, Poecile palustris
- Гаїчка-пухляк, Poecile montanus (A)
- Синиця біла, Cyanistes cyanus (A)
- Синиця велика, Parus major (A)
- Синиця далекосхідна, Parus minor

Родина: Ремезові (Remizidae)
- Ремез китайський, Remiz consobrinus

Родина: Жайворонкові (Alaudidae)
- Жайворонок рогатий, Eremophila alpestris (A)
- Жайворонок малий, Calandrella brachydactyla (A)
- Жайворонок двоплямистий, Melanocorypha bimaculata (A)
- Жайворонок монгольський, Melanocorypha mongolica (A)
- Жайворонок солончаковий, Alaudala cheleensis (A)
- Жайворонок польовий, Alauda arvensis
- Посмітюха звичайна, Galerida cristata (A)

Родина: Panuridae
- Синиця вусата, Panurus biarmicus (A)

Родина: Тамікові (Cisticolidae)
- Таміка віялохвоста, Cisticola juncidis

Родина: Очеретянкові (Acrocephalidae)
- Очеретянка товстодзьоба, Arundinax aedon (A)
- Берестянка мала, Iduna caligata (A)
- Очеретянка чорноброва, Acrocephalus bistrigiceps
- Очеретянка індійська, Acrocephalus agricola (A)
- Очеретянка маньчжурська, Acrocephalus tangorum (A)
- Очеретянка східна, Acrocephalus orientalis

Родина: Кобилочкові (Locustellidae)
- Кобилочка тайгова, Helopsaltes fasciolatus (A)
- Матата японська, Helopsaltes pryeri (A)
- Кобилочка співоча, Helopsaltes certhiola (A)
- Кобилочка охотська, Helopsaltes ochotensis (A)
- Кобилочка японська, Helopsaltes pleskei (A)
- Кобилочка плямиста, Locustella lanceolata (A)
- Куцокрил тайговий, Locustella davidi (A)

Родина: Ластівкові (Hirundinidae)
- Ластівка берегова, Riparia riparia
- Ластівка бліда, Riparia diluta (A)
- Ластівка скельна, Ptyonoprogne rupestris (A)
- Ластівка сільська, Hirundo rustica
- Ластівка південноазійська, Hirundo tahitica (A)
- Ластівка даурська, Cecropis daurica
- Ластівка міська, Delichon urbicum (A)
- Ластівка азійська, Delichon dasypus

Родина: Бюльбюлеві (Pycnonotidae)
- Бюльбюль китайський, Pycnonotus sinensis (A)
- Горована гімалайська, Hypsipetes leucocephalus (A)
- Оливник короткопалий, Hypsipetes amaurotis

Родина: Вівчарикові (Phylloscopidae)
- Вівчарик жовтобровий, Phylloscopus sibilatrix (A)
- Вівчарик лісовий, Phylloscopus inornatus
- Вівчарик алтайський, Phylloscopus humei (A)
- Вівчарик юньнанський, Phylloscopus yunnanensis (A)
- Вівчарик золотомушковий, Phylloscopus proregulus
- Вівчарик товстодзьобий, Phylloscopus schwarzi
- Вівчарик монгольський, Phylloscopus armandii (A)
- Вівчарик гімалайський, Phylloscopus affinis (A)
- Phylloscopus occisinensis (A)
- Вівчарик бурий, Phylloscopus fuscatus
- Вівчарик китайський, Phylloscopus subaffinis (A)
- Вівчарик весняний, Phylloscopus trochilus (A)
- Вівчарик-ковалик, Phylloscopus collybita (A)
- Вівчарик оливковий, Phylloscopus coronatus
- Скриточуб сичуанський, Phylloscopus omeiensis (A)
- Скриточуб фуджіянський, Phylloscopus soror (A)
- Вівчарик амурський, Phyloscopus plumbeitarsus (A)
- Вівчарик світлоногий, Phylloscopus tenellipes
- Вівчарик сахалінський, Phylloscopus borealoides (A)
- Вівчарик японський, Phylloscopus xanthodryas (A)
- Вівчарик шелюговий, Phylloscopus borealis
- Вівчарик камчатський, Phylloscopus examinandus (A)
- Вівчарик широкобровий, Phylloscopus claudiae (A)

Родина: Cettiidae
- Очеретянка-куцохвіст далекосхідна, Urosphena squameiceps (A)
- Очеретянка китайська, Horornis diphone
- Horornis canturians

Родина: Ополовникові (Aegithalidae)
- Синиця довгохвоста, Aegithalos caudatus

Родина: Кропив'янкові (Sylviidae)
- Кропив'янка рябогруда, Curruca nisoria (A)
- Кропив'янка прудка, Curruca curruca (A)

Родина: Суторові (Paradoxornithidae)
- Кореанка пекінська, Rhopophilus pekinensis (A)
- Сутора бура, Sinosuthora webbiana

Родина: Окулярникові (Zosteropidae)
- Окулярник буробокий, Zosterops erythropleurus (A)
- Окулярник японський, Zosterops japonicus
- Окулярник китайський, Zosterops simplex (A)

Родина: Золотомушкові (Regulidae)
- Золотомушка жовточуба, Regulus regulus

Родина: Повзикові (Sittidae)
- Повзик звичайний, Sitta europaea
- Повзик китайський, Sitta villosa (A)

Родина: Воловоочкові (Troglodytidae)
- Волове очко, Troglodytes troglodytes

Родина: Підкоришникові (Certhiidae)
- Підкоришник звичайний, Certhia familiaris

Родина: Пронуркові (Cinclidae)
- Пронурок бурий, Cinclus pallasii

Родина: Шпакові (Sturnidae)
- Шпак звичайний, Sturnus vulgaris
- Шпак рожевий, Pastor roseus (A)
- Шпак даурський, Agropsar sturninus (A)
- Шпак японський, Agropsar philippensis
- Шпачок китайський, Sturnia sinensis (A)
- Шпак червонодзьобий, Spodiopsar sericeus (A)
- Шпак сірий, Spodiopsar cineraceus
- Майна яванська, Acridotheres javanicus (A)
- Майна чубата, Acridotheres cristatellus (A)

Родина: Дроздові (Turdidae)
- Квічаль тайговий, Zoothera aurea
- Квічаль сибірський, Geokichla sibirica
- Квічаль вогнистоголовий, Geokichla citrina (A)
- Дрізд китайський, Turdus mupinensis (A)
- Дрізд білобровий, Turdus iliacus (A)
- Дрізд мандаринський, Turdus mandarinus (A)
- Дрізд білочеревий, Turdus cardis
- Дрізд сизий, Turdus hortulorum
- Дрізд вузькобровий, Turdus obscurus
- Дрізд золотистий, Turdus chrysolaus (A)
- Дрізд блідий, Turdus pallidus
- Чикотень, Turdus pilaris (A)
- Дрізд чорноволий, Turdus atrogularis (A)
- Дрізд рудоволий, Turdus ruficollis (A)
- Дрізд темний, Turdus eunomus
- Дрізд Наумана, Turdus naumanni

Родина: Мухоловкові (Muscicapidae)
- Мухоловка далекосхідна, Muscicapa griseisticta
- Мухоловка сибірська, Muscicapa sibirica
- Мухоловка руда, Muscicapa ferruginea (A)
- Мухоловка бура, Muscicapa dauurica
- Мухоловка бамбукова, Muscicapa muttui (A)
- Шама індійська, Copsychus saularis (A)
- Нільтава китайська, Cyornis glaucicomans (A)
- Нільтава чорногорла, Niltava davidi (A)
- Мухоловка синя, Cyanoptila cyanomelana
- Мухоловка маньчжурська, Cyanoptila cumatilis (A)
- Мухоловка бірюзова, Eumyias thalassinus (A)
- Вільшанка, Erithacus rubecula (A)
- Соловейко-свистун, Larvivora sibilans
- Соловейко японський, Larvivora akahige (A)
- Соловейко синій, Larvivora cyane (A)
- Синьошийка, Luscinia svecica
- Соловейко червоногорлий, Calliope calliope
- Синьохвіст тайговий, Tarsiger cyanurus
- Мухоловка даурська, Ficedula zanthopygia
- Мухоловка зеленоспинна, Ficedula elisae (A)
- Мухоловка жовтоспинна, Ficedula narcissina
- Ficedula owstoni (A)
- Мухоловка тайгова, Ficedula mugimaki
- Мухоловка гімалайська, Ficedula tricolor (A)
- Мухоловка північна, Ficedula albicilla
- Мухоловка мала, Ficedula parva (A)
- Горихвістка сиза, Phoenicurus fuliginosus (A)
- Горихвістка водяна, Phoenicurus leucocephalus (A)
- Горихвістка червоночерева, Phoenicurus erythrogastrus (A)
- Горихвістка чорна, Phoenicurus ochruros (A)
- Горихвістка сибірська, Phoenicurus auroreus
- Скеляр білогорлий, Monticola gularis
- Скеляр синій, Monticola solitarius
- Saxicola stejnegeri
- Трав'янка сіра, Saxicola ferreus (A)
- Кам'янка звичайна, Oenanthe oenanthe (A)
- Кам'янка попеляста, Oenanthe isabellina (A)
- Кам'янка пустельна, Oenanthe deserti (A)
- Кам'янка лиса, Oenanthe pleschanka (A)

Родина: Омелюхові (Bombycillidae)
- Омелюх звичайний, Bombycilla garrulus
- Омелюх східноазійський, Bombycilla japonica

Родина: Астрильдові (Estrildidae)
- Мунія іржаста, Lonchura punctulata (A)

Родина: Тинівкові (Prunellidae)
- Тинівка альпійська, Prunella collaris (A)
- Тинівка сибірська, Prunella montanella
- Тинівка японська, Prunella rubida (A)

Родина: Горобцеві (Passeridae)
- Горобець хатній, Passer domesticus (A)
- Горобець рудий, Passer cinnamomeus
- Горобець польовий, Passer montanus

Родина: Плискові (Motacillidae)
- Плиска деревна, Dendronanthus indicus
- Плиска гірська, Motacilla cinerea
- Плиска жовта, Motacilla flava (A)
- Плиска аляскинська, Motacilla tschutschensis
- Плиска жовтоголова, Motacilla citreola (A)
- Плиска японська, Motacilla grandis
- Плиска біла, Motacilla alba
- Щеврик азійський, Anthus richardi
- Щеврик забайкальський, Anthus godlewskii (A)
- Щеврик лучний, Anthus pratensis (A)
- Щеврик рожевий, Anthus roseatus (A)
- Щеврик лісовий, Anthus trivialis (A)
- Щеврик оливковий, Anthus hodgsoni
- Щеврик сибірський, Anthus gustavi
- Щеврик червоногрудий, Anthus cervinus
- Щеврик гірський, Anthus spinoletta (A)
- Щеврик американський, Anthus rubescens

Родина: В'юркові (Fringillidae)
- В'юрок, Fringilla montifringilla
- Костогриз звичайний, Coccothraustes coccothraustes
- Костар малий, Eophona migratoria
- Костар великий, Eophona personata
- Чечевиця звичайна, Carpodacus erythrinus
- Урагус, Carpodacus sibiricus
- Чечевиця сибірська, Carpodacus roseus
- Снігур звичайний, Pyrrhula pyrrhula
- Катуньчик сибірський, Leucosticte arctoa (A)
- Chloris sinica
- Чечітка звичайна, Acanthis flammea (A)
- Чечітка біла, Acanthis hornemanni (A)
- Шишкар ялиновий, Loxia curvirostra (A)
- Шишкар білокрилий, Loxia leucoptera (A)
- Чиж лісовий, Spinus spinus

Родина: Calcariidae
- Подорожник лапландський, Calcarius lapponicus
- Пуночка снігова, Plectrophenax nivalis (A)

Родина: Вівсянкові (Emberizidae)
- Вівсянка чорноголова, Emberiza melanocephala (A)
- Вівсянка рудоголова, Emberiza bruniceps (A)
- Вівсянка сіроголова, Emberiza fucata
- Вівсянка східна, Emberiza godlewskii' (A)
- Вівсянка чорновуса, Emberiza cioides
- Вівсянка звичайна, Emberiza citrinella (A)
- Вівсянка білоголова, Emberiza leucocephalos (A)
- Вівсянка садова, Emberiza hortulana (A)
- Вівсянка жовтогорла, Emberiza elegans
- Вівсянка рудошия, Emberiza yessoensis (A)
- Вівсянка полярна, Emberiza pallasi
- Вівсянка очеретяна, Emberiza schoeniclus
- Вівсянка лучна, Emberiza aureola
- Вівсянка-крихітка, Emberiza pusilla
- Вівсянка-ремез, Emberiza rustica
- Вівсянка японська, Emberiza sulphurata
- Вівсянка сибірська, Emberiza spodocephala
- Вівсянка руда, Emberiza rutila
- Вівсянка жовтоброва, Emberiza chrysophrys
- Вівсянка тайгова, Emberiza tristrami
- Вівсянка сиза, Emberiza variabilis (A)

Родина: Passerellidae
- Бруант білобровий, Zonotrichia leucophrys (A)
- Бруант чорнобровий, Zonotrichia atricapilla (A)
- Вівсянка саванова, Passerculus sandwichensis (A)